# Sjösandslända
Sjösandslända (Ephemera vulgata) är en dagsländeart som beskrevs av Carl von Linné 1758. Sjösandslända ingår i släktet Ephemera, och familjen sanddagsländor. Den nära 25 mm långa larven lever på bottnen av rena sjöar och åar. Den gräver en u-formig tunnel i bottnen. Med hjälp av sina gälar åstadkommer den en vattenström genom tunneln och filtrerar vattnet på födoämnen. Hanen blir 13-16mm och honan 16-22 mm lång. Hanarna kan under ljumma sommarkvällar bilda stora svärmar längs sjöstränder. Arten är reproducerande i Sverige.

## Bildgalleri

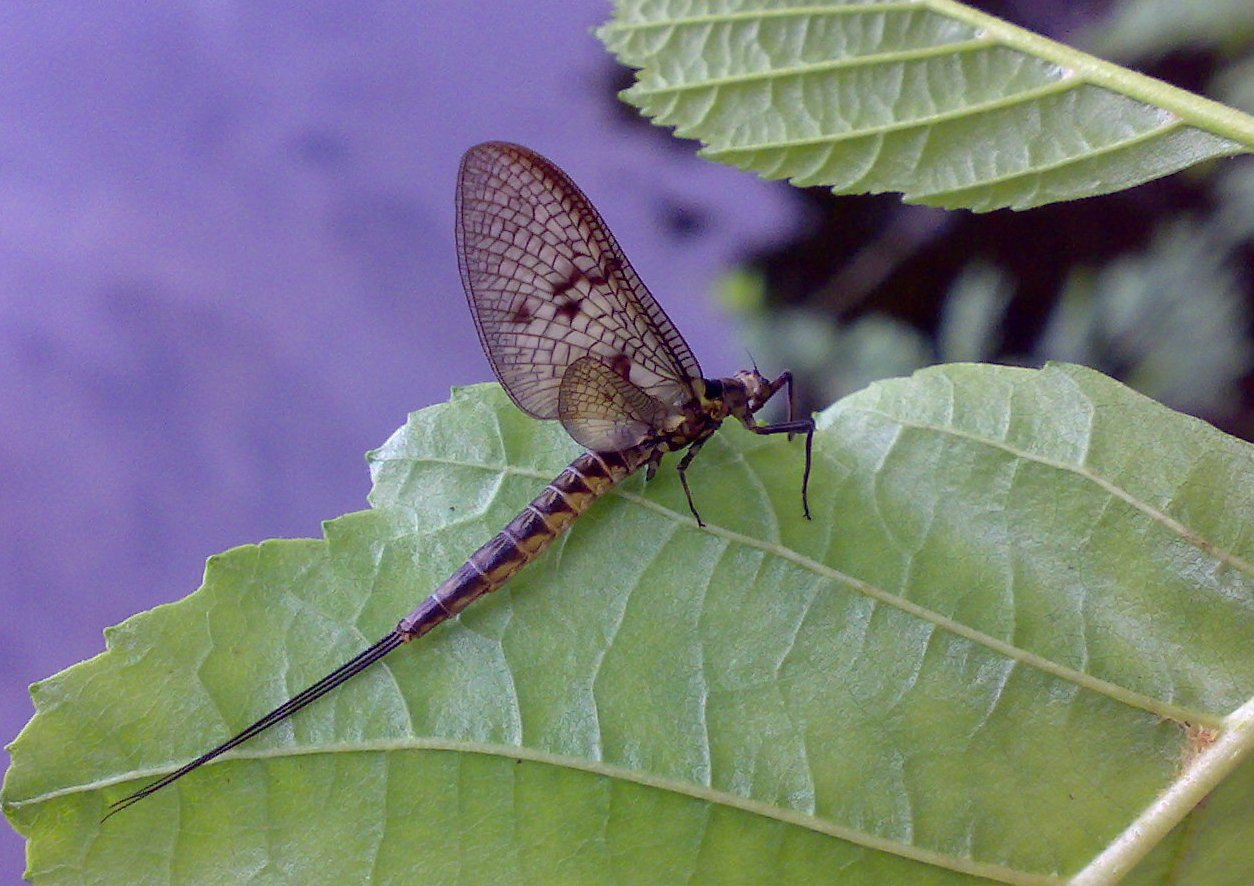
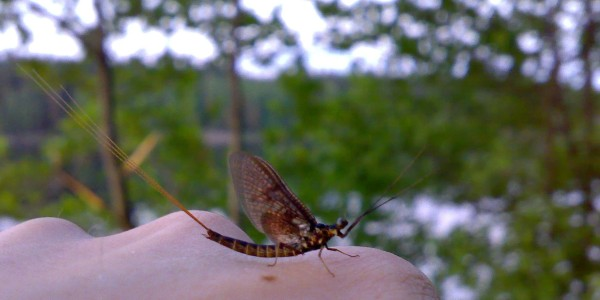
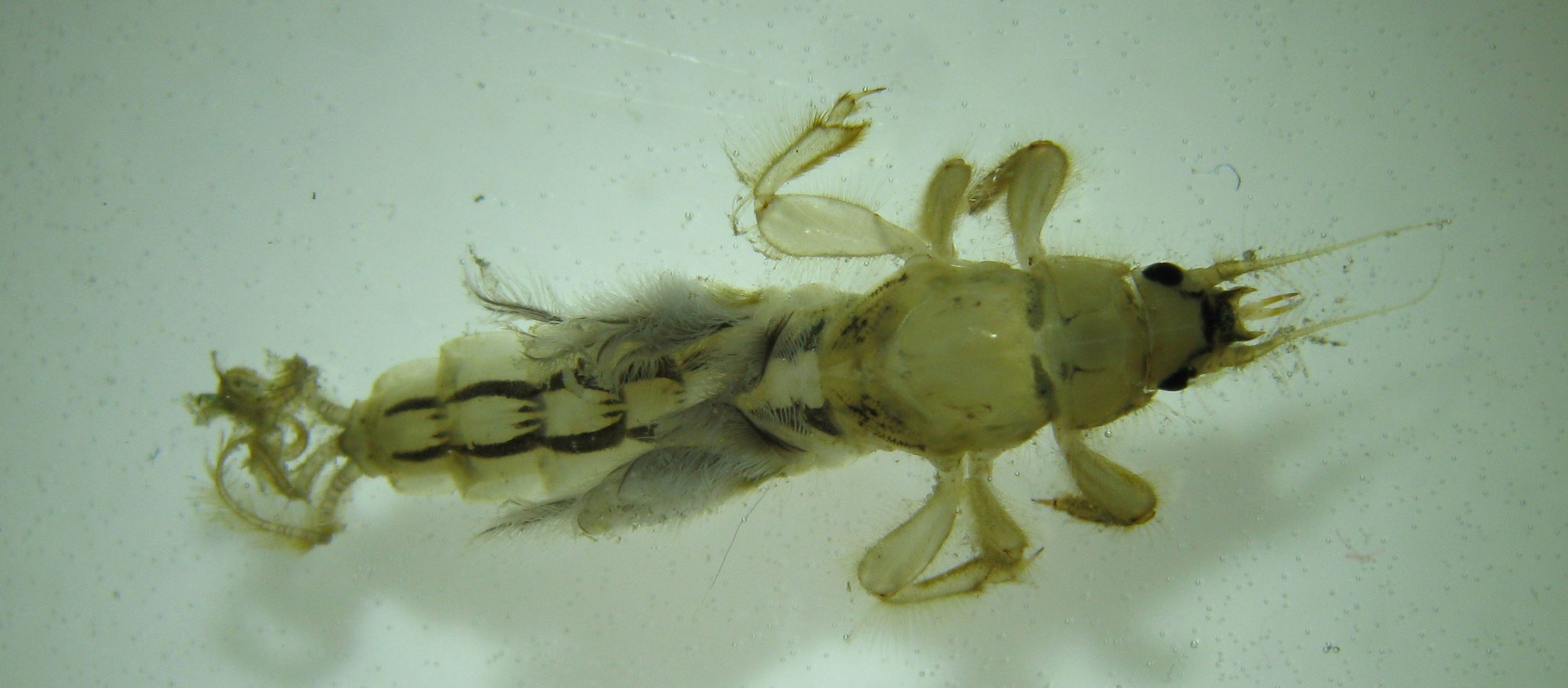